# Chris Nilsen
Christopher Nilsen, detto Chris (Kansas City, 13 gennaio 1998), è un astista statunitense.

## Biografia
Cresciuto nel Missouri, Nilsen si è avvicinato alla pratica del salto con l'asta durante gli anni scolastici, grazie alla quale ha successivamente preso parte ai campionati NCAA con il team atletico dell'Università del Dakota del Sud.
Dopo aver debuttato internazionalmente nel 2016, ha preso parte ai Mondiali 2017, fermandosi ad un passo dalla finale. Nel 2019, ai Giochi panamericani in Perù, ha vinto la medaglia d'oro.

## Palmarès
| Anno | Manifestazione      | Sede      | Evento           | Risultato | Prestazione | Note                                     |
| ---- | ------------------- | --------- | ---------------- | --------- | ----------- | ---------------------------------------- |
| 2016 | Mondiali U20        | Bydgoszcz | Salto con l'asta | 7º        | 5,35 m      |                                          |
| 2017 | Mondiali            | Londra    | Salto con l'asta | 13º (q)   | 5,60 m      |                                          |
| 2019 | Giochi panamericani | Lima      | Salto con l'asta | Oro       | 5,76 m      |                                          |
| 2021 | Giochi olimpici     | Tokyo     | Salto con l'asta | Argento   | 5,97 m      | Miglior prestazione personale            |
| 2022 | Mondiali indoor     | Belgrado  | Salto con l'asta | Bronzo    | 5,90 m      |                                          |
| 2022 | Mondiali            | Eugene    | Salto con l'asta | Argento   | 5,94 m      |                                          |
| 2023 | Mondiali            | Budapest  | Salto con l'asta | Bronzo    | 5,95 m      | Miglior prestazione personale stagionale |
| 2024 | Mondiali indoor     | Glasgow   | Salto con l'asta | 4º        | 5,75 m      |                                          |
| 2024 | Giochi olimpici     | Parigi    | Salto con l'asta | 26º (q)   | 5,40 m      |                                          |